# Usehat
Usehat é uma cidade e uma nagar panchayat no distrito de Budaun, no estado indiano de Uttar Pradesh.

## Geografia
Usehat está localizada a 27° 49′ N, 79° 15′ L. Tem uma altitude média de 152 metros (498 pés).

## Demografia
Segundo o censo de 2001, Usehat tinha uma população de 12,183 habitantes. Os indivíduos do sexo masculino constituem 53% da população e os do sexo feminino 47%. Usehat tem uma taxa de literacia de 32%, inferior à média nacional de 59.5%: a literacia no sexo masculino é de 39% e no sexo feminino é de 23%. Em Usehat, 23% da população está abaixo dos 6 anos de idade.